# سجيناو
سجيناو (بالإنجليزية: Saginaw, Texas)‏ هي مدينة تقع في مقاطعة تارانت، تكساس بولاية تكساس في شمال شرق الولايات المتحدة. تبلغ مساحة هذه المدينة 19.4 (كم²)، وترتفع عن سطح البحر 222 م، بلغ عدد سكانها 19806 نسمة في عام 2010 حسب إحصاء مكتب تعداد الولايات المتحدة .

## وصلات خارجية
- The US50 - Cities and Towns in Texas State